# Viking Line
Viking Line è una compagnia di navigazione finlandese che opera con una flotta di traghetti e navi da crociera fra la Finlandia, le isole Åland, Svezia ed Estonia. 
Le azioni di Viking Line sono quotate presso la borsa di Helsinki. La compagnia opera dalle isole Åland.

## Storia
Fra il 1988 ed il 1990 SF Line acquisisce tre nuove navi (Amorella, Isabella e Cinderella), sebbene slittino le consegne dell'Athena e Kalypso. Wärtsilä Marine, il cantiere che sta realizzando una delle tre nuove navi SF Line e entrambe delle Slite, viene dichiarato in bancarotta nel 1989. SF Line subisce ripercussioni finanziarie, la loro Cinderella è stata regolarmente pagata durante i progressi della costruzione, mentre Slite aveva firmato un tipo più tradizionale di contratto, che prevedeva che la Kalypso fosse pagata alla consegna.
Alla fine, nonostante i problemi finanziari, da 1990 Viking Line ha la più grande e nuova flotta navi da crociera al mondo.

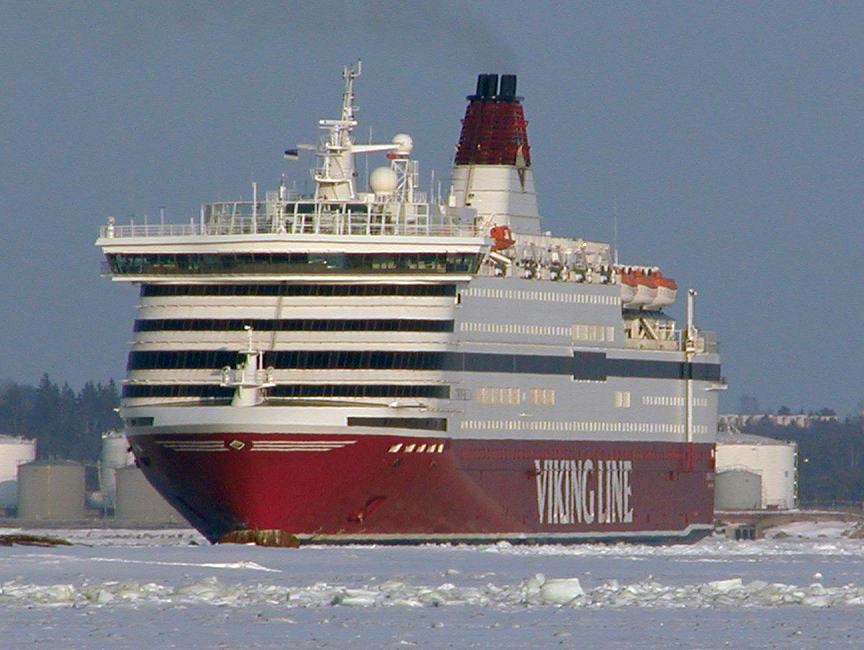
Cinderella era la più grande nave da crociera al mondo, quando venne consegnata nel 1989.

Nel 1989 Slite inizia a programmare Europa, la quale doveva essere il gioiello della compagnia, la più grande e lussuosa nave da crociera al mondo. La Svezia entra però in una crisi finanziaria proprio durante la costruzione della nave, che subisce la svalutazione della corona svedese e i costi per la Europa aumentano di 400 milioni di Corone svedesi. Quando tutto è pronto per la consegna della nuova nave, Slite non ha i fondi per pagarla e principali soci fondatori (la svedese Nordbanken, che era anche una dei principali fondatori di Silja Line) rifiuta di prestare i soldi necessari. 
La nave finì nella flotta di Silja Line e Slite venne costretta a dichiarare bancarotta nel 1993.

### 1993–oggi
A seguito della bancarotta della Rederi AB Slite, SF Line era rimasta il solo operatore sotto il marchio Viking Line. Le rimanenti due navi della Slite, Athena e Kalypso sono fuori servizio nell'agosto 1993.
SF Line effettua un'offerta per la Kalypso, ma entrambe le navi finiscono vendute alla nuova compagnia di crociera malese Star Cruises. Nel 1995 SF Line cambia la propria denominazione in Viking Line.
Fra il 1994 ed il 1996 durante la stagione estiva la compagnia opera un servizio di traghetti veloci fra Helsinki e Tallinn, noleggiando catamarani.
Nel 1997 acquisiscono la Silja Scandinavia dalla Sea-Link Shipping AB e viene rinominata Gabriella per il servizio fra Helsinki e Stoccolma. 

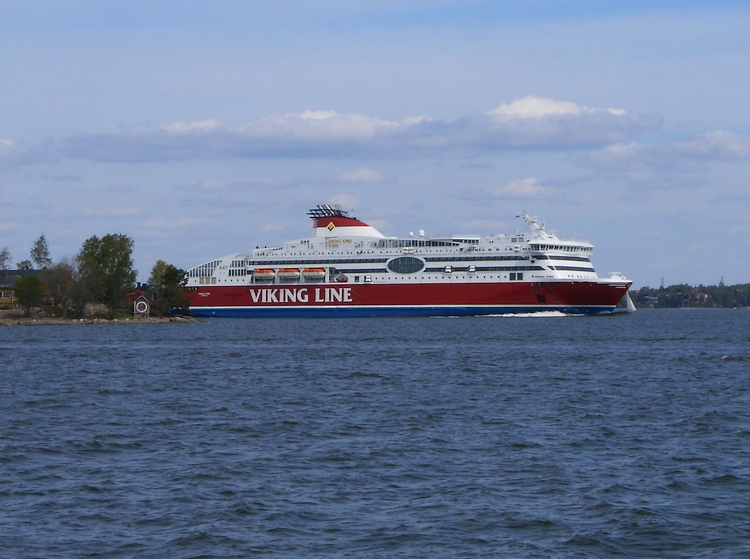
La recente (2008) fast cruiseferry Viking XPRS, la prima nuova nave per Viking line in 18 anni.

Nel 2006 Sea Containers Ltd — che era divenuta la principale proprietaria di Silja Line nel 1999 — pone Silja Line e la sua sussidiaria SeaWind Line in vendita, ad eccezione del GTS Finnjet e della Silja Opera che vengono trasferite sotto la diretta proprietà di Sea Container e vendute separatamente. Viking Line pone un'offerta per il principale competitore ma la compagnia passa agli estoni della Tallink.
La prima nuova nave costruita per Viking Line sin dalla Kalypso di Slite nel 1990, è la Viking XPRS, ordinata ai cantieri Aker nel 2005, in risposta alla crescente concorrenza da parte di Tallink sulla rotta Helsinki-Tallinn.
Il Viking XPRS è entrato in servizio effettivo Viking nell'aprile 2008. Una seconda nuova nave è stata ordinata nel gennaio 2007, quando la Viking Line ha annunciato di aver effettuato un ordine per un traghetto da 15.000 tonnellate di stazza lorda ai cantieri navali spagnoli Astilleros de Sevilla. La denominazione della nave, che dovrebbe sostituire Rosella sulla rotta Mariehamn—Kapellskär, è Viking ADCC. La consegna era prevista per marzo 2009 ma è stata ritardata all'autunno 2009.
Il 12 maggio 2021 viene annunciato la vendita della Mariella a Corsica Ferries - Sardinia Ferries per 19,6 milioni.
La stessa compagnia, il 5 agosto 2022 acquista dalla Viking anche l'Amorella.

## Flotta

### Attuale
| Tipo         | Traghetto         | Anno di costruzione | Stazza (t.s.l.) | Passeggeri | Metri lineari carico merci | Velocità in nodi | Attuale rotta                           | Note | Immagine |
| ------------ | ----------------- | ------------------- | --------------- | ---------- | -------------------------- | ---------------- | --------------------------------------- | --- | -------- |
| Cruise ferry | Viking Cinderella | 1989                | 46.398          | 2.560      | 860                        | 22               | Helsinki – Mariehamn – Stoccolma        | |          |
| Cruise ferry | Gabriella         | 1992                | 35.492          | 2.420      | 970                        | 21.5             | Helsinki – Mariehamn – Stoccolma        | Precedentemente Frans Suell e Silja Scandinavia. Acquistato nel 1997.                                                                                |          |
| Cruise ferry | Viking XPRS       | 2008                | 35.918          | 2.500      | 1.000                      | 25               | Helsinki – Tallinn                      | |          |
| Cruise ferry | Viking Grace      | 2013                | 57.565          | 2.800      | 1.275                      | 22               | Turku – Mariehamn / Långnäs – Stoccolma | |          |
| Cruise ferry | Viking Glory      | 2021                | 65.211          | 2.800      | 1.500                      | 22               | Turku – Mariehamn / Långnäs – Stoccolma | |          |
| Crociera     | Birka Gotland     | 2004                | 34.924          | 1.800      | 0                          | 21.5             | Stoccolma – Mariehamn – Visby           | Viking Line possiede il 50% della nave da crociera M/S Birka Gotland. L'altro 50% è di proprietà della compagnia di navigazione Destination Gotland. |          |

### Navi dismesse
| Traghetto        | Anno di costruzione | In servizio    | Stazza (t.s.l.) | Stato attuale                                                                   |
| ---------------- | ------------------- | -------------- | --------------- | ------------------------------------------------------------------------------- |
| Kapella          | 1967                | 1967–1979      | 3.159           | Demolita nel 2006.                                                              |
| Apollo           | 1970                | 1970–1974      | 4.371           | Demolita nel 2021.                                                              |
| Marella          | 1970                | 1970–1981      | 3.930           | Demolita nel 2004.                                                              |
| Viking 1         | 1970                | 1970–1983      | 4.239           | Demolita nel 2002.                                                              |
| Viking 3         | 1972                | 1972–1976      | 4.299           | Demolita ad Aliağa, Turchia, nel 2022.                                          |
| Diana            | 1972                | 1972–1979      | 4.152           | Demolita al Alang, India, nel 2021.                                             |
| Viking 4         | 1973                | 1973–1980      | 4.477           | Demolita nel 2005.                                                              |
| Aurella          | 1973                | 1973–1982      | 7.210           | Demolita ad Alang, India, nel 2024.                                             |
| Viking 5         | 1974                | 1974–1981      | 5.286           | Demolita nel 2015.                                                              |
| Viking 6         | 1967                | 1974–1980      | 5.149           | Demolita ad Aliağa, Turchia, nel 2001.                                          |
| Turella          | 1979                | 1979–1988      | 10.604          | In servizio dal 2018 come Rigel III per Ventouris Ferries.                      |
| Diana II         | 1979                | 1979–1992      | 11.671          | Demolita ad Alang, India, nel 2021.                                             |
| Viking Saga      | 1980                | 1980–1986      | 14.330          | La nave originale è stata distrutta da un incendio nel 1990.                    |
| Viking Sally     | 1980                | 1980–1990      | 15.598          | Affondò nel 1994 con il nome di Estonia.                                        |
| Viking Song      | 1980                | 1980–1985      | 13.878          | In servizio dal 2010 come Regina Baltica per Baleària.                          |
| Olympia          | 1986                | 1986–1993      | 37.799          | In servizio dal 2023 come Moby Orli per Moby Lines.                             |
| Ålandsfärjan     | 1972                | 1987–2008      | 6.336           | In servizio dal 2008 come Expedition per G.A.P. Shipping.                       |
| Athena           | 1989                | 1989–1993      | 40.012          | Dal 2024 Nordic Pearl per Go Nordic Cruiseline.                                 |
| Kalypso          | 1990                | 1990–1994      | 40.012          | Demolita ad Alang, India, nel 2022.                                             |
| Viking Express I | 1992                | 1995 (charter) | 3.241           | In servizio dal 2002 come HSC Condor 10 per Condor Ferries.                     |
| Isabella         | 1989                | 1989–2013      | 35.134          | Dal 2024 la Isabelle X viene venduta alla Notamare Shipping.                    |
| Mariella         | 1985                | 1985–2021      | 37.799          | In servizio dal 2021 come Mega Regina per Corsica Ferries - Sardinia Ferries.   |
| Amorella         | 1988                | 1988–2022      | 34.384          | In servizio dal 2022 come Mega Victoria per Corsica Ferries - Sardinia Ferries. |
| Rosella          | 1980                | 1980–2023      | 16.879          | In servizio dal 2023 come Anemos per Aegean Speed Lines.                        |